# Kobina Arku Korsah
Pour les articles homonymes, voir Korsah.
Sir Kobina Arku Korsah (3 avril 1894, Saltpond (en) - 25 janvier 1967) est le premier juge en chef du Ghana (alors la Côte-de-l'Or) en 1956.

## Biographie
Né à Saltpond, Korsah a fait ses études à l'école Mfantsipim, à l'université de Fourah Bay, où il obtient son bachelor of arts en 1915, à l'université de Durham et à l'université de Londres (LLB en 1919).
En 1942, Nana Sir Ofori Atta (en) et Sir Arku Korsah furent les deux premiers Ghanéens à être nommés au Conseil législatif par le gouverneur de la Côte-de-l'Or d'alors, Sir Alan Burns (en),. Korsah a été l'un des vingt membres fondateurs de l'Académie ghanéenne des arts et des sciences en 1959. Après l'attaque de Kulungugu (en) contre le président Kwame Nkrumah en août 1962 , Sir Arku Korsah a présidé le procès de cinq accusés. À l'issue de ce procès, trois des accusés ont été reconnus non coupables, ce qui a déplu au gouvernement de Nkrumah. Nkrumah limogea Sir Arku en tant que juge en chef en décembre 1963, de façon inconstitutionnelle.

## Famille
L'un de ses fils, Roger, qui était juge à la Haute Cour du Ghana, est parti au Zimbabwe où il est devenu juge à la Cour suprême. Il est décédé en février 2017.